# Russenorsk
Le russenorsk (ou russonorsk, rusnorsk, russo-norvégien) était un pidgin combinant des éléments de russe et de norvégien.
Cette langue de communication fut créée au XVIIIe et XIXe siècles par des commerçants, des pêcheurs et des marins. Elle était utilisée dans les régions arctiques du Spitzberg, de la péninsule de Kola, du Finnmark et du nord de la Finlande.
Sa grammaire était rudimentaire, et son vocabulaire surtout restreint au domaine commercial. On estime qu’elle comportait environ 50 % de mots d’origine norvégienne, et 40 % d’origine russe, le reste provenant d’emprunts au suédois, à l’allemand, à l’anglais, au français et d’autres langues encore.
Elle était également surnommée Moja på tvoja, parodie d’une phrase en mauvais russe signifiant à peu près « Je peux parler dans ta langue ».
Après la Révolution russe de 1917, le russenorsk est sorti de l’usage. La péninsule de Kola étant difficile d'accès, et la région étant très limitée aux visiteurs occidentaux, on ignore s'il subsiste des locuteurs de nos jours.  

## Exemples
- Kak sprek ? Moje niet forsto. (Que dis-tu ? je ne comprends pas).
- Kupi vina, jebi mina. (Achète du vin, baise-moi).

Certains mots russenorsk survivent encore dans le dialecte de Norvège du nord (« nordnorsk ») :
- å råbbåte (« travailler », du russe работать — « rabotat »)
- klæba (« pain », russe хлеб — « khleb »)
- å krale (« voler (dérober) », russe украсть — « oukrat »)